# Образование в Древнем Вавилоне
Школы в Вавилонии (называемые домом табличек) служили для обучения вавилонских детей клинописи и другим наукам. В них учились в основном дети привилегированного класса.

## История
Школы создавались для обучения писцов шумерскому языку. В основном они начали появляться в начале 2-го тысячелетия до н. э., когда шумерский язык стал выходить из употребления, и появилась необходимость учить ему будущих писцов (по этим же причинам в это время стало появляться большое количество литературных произведений на этом языке).
В основном образование получали дети богатых родителей; из нескольких сот известных писцов все были сыновьями губернаторов, высоких чиновников, жрецов или писцов. Иногда в школы попадали и дети из малосостоятельной семьи, либо сироты, если их предварительно усыновляли богатые люди.
Вопреки встречающемуся мнению, что школы были частью храмов, по мнению Генри Саггса, во втором тысячелетии до н. э. это было не так, что очевидно из литературных источников того времени, не имеющих отношения к храмам.

## Жизнь учеников и персонал

### Жизнь учеников
Точный возраст, с которого начинались занятия в школе, неизвестен: в вавилонской табличке он назван «ранней юностью», что, предположительно, обозначает десятилетний возраст.
Как минимум в раннем возрасте ученики приходили в школу на полный день. На восходе они брали у матери еду и приходили в школу, уходя оттуда только на ночь. В случае опоздания или проступка полагалась порка.
Процесс образования состоял в переписывании и, возможно, изучении наизусть текстов.
Школьная программа состояла из шумерского языка и математики.

### Персонал
У каждой школы был свой начальник, буквально его титул переводится как «отец дома табличек» или «знаток». Его помощниками был классный руководитель и учители различных предметов, таких как клинопись или математика.
Возможно, также существовала система, при которой старшие ученики командовали младшими, дополнительно обучая их. При этом, иногда уже имевшие опыт младшие ученики отказывались подчиняться старшим.